# Simca Ariane
La Ariane è un'autovettura di fascia medio-alta prodotta dal 1957 al 1963 dalla casa automobilistica francese SIMCA, dopo che nel 1954 acquistò la filiale francese Ford SAF a Poissy.

## Storia e profilo

### Origine
Nella seconda metà degli anni cinquanta si cercò di variare la gamma della Simca Vedette con qualcosa di più economico, ma che offrisse lo stesso spazio interno per gli occupanti. L'idea più semplice ed economica da realizzare stava pertanto nel montare il motore Flash da 1.3 litri della Simca Aronde nel grosso vano motore della Simca Vedette prima serie, nella più economica versione Trianon. Il risultato fu la Simca Ariane, presentata nell'aprile 1957.
Pur condividendo lo stesso corpo vettura della Vedette (progettate in stile Luigi Rapi), si collocava nella fascia medio-alta del mercato a causa della piccola motorizzazione meno prestante, meno costosa e che ne fece abbassare i costi di produzione, senza contare che la vettura utilizzava solamente componenti già esistenti, senza quindi dover riprogettare qualcosa di nuovo.
La carrozzeria presenta come tratto tipico del suo tempo un alettone appena accennato: la linea scende dopo il parabrezza anteriore e sale, allineandosi al parafango anteriore, a livello della portiera posteriore, scendendo nuovamente nella parte finale della vettura, al fanale.
L'auto è formata da una carrozzeria portante a telaio integrato, dotata di: deflettori; un pedale per cambiare da luci abbaglianti ad anabbaglianti; cerchio del clacson cromato. Monta sospensioni "Stabimatic" ed è equipaggiata in un primo momento dal motore Motore Simca Flash 4 cilindri, da 1292 cm³ di cilindrata, montato sulle Aronde 90A, prodotte tra il 1956 ed il 1958. Tale motore erogava una potenza massima di 48 CV a 4800 giri/min, e poteva spingere la Ariane a poco più di 120 km/h di velocità massima, prestazioni scarse dovute al corpo vettura troppo pesante per quel piccolo motore.

### Evoluzioni e allestimenti
- Nel 1958 venne introdotta la Ariane 8, in pratica una Simca Vedette in tutto e per tutto, compreso il motore da 2.4 litri, ma con un allestimento più spartano, smisero di produrre questa variante nel 1961. Tale modello andò a sostituire la precedente Vedette Trianon e la versione meno potente divenne nota anche come Ariane 4.
- L'anno seguente la Ariane 4 venne equipaggiata dal Super Rush, una versione potenziata del motore Rush che debuttò anch'esso in quell'anno. La Ariane poté disporre così di 62 CV, ed arrivare ad una velocità massima di 140 km/h.
- Inoltre, nello stesso anno, la versione SL - Super Luxe venne migliorata in alcune finiture: venne equipaggiata di modanature in acciaio inox sull'intera estensione della carrozzeria e sui montanti; dotata di specchietto di cortesia sul retro del parasole destro, e di posacenere posteriori.

Nonostante si proponesse come qualcosa di intermedio tra la Aronde e la Vedette e quindi più accessibile di quest'ultima, non riscosse un grande successo di vendite: totalizzò poco più di 165 000 esemplari, quando la Vedette, più costosa, ne totalizzò 8 000 in più. Inoltre, per le sue caratteristiche di robustezza e stabilità, era molto apprezzata dagli stuntman (in particolare ne era legato Jean Sunny), il che portò alla distruzione di numerosi esemplari.
Grazie ai suoi ridotti consumi, all'affidabilità e alla resistenza (qualità messe alla prova sul circuito di Miramas), e al suo ampio spazio, era stata considerata idonea, e di conseguenza si era diffusa, in allestimento TAXI.

## Curiosità

### Serie Ariane Miramas
Nel 1960, la ditta Simca, per promuovere l'Ariane monopolizzò il circuito di Miramas per 5 mesi per un record di resistenza (200.000 km a 100 km/h di media circa, con partenza da ferma e soste comprese). L'Ariane venne messa alla prova dall'Aprile al Luglio del 1960 - 9 conduttori si sono alternati alla guida dell'Ariane giorno e notte, fermandosi solo per fare rifornimento di carburante - sotto il controllo di cronometristi ufficiali della F.I.A. (Federazione Internazionale dell'Automobile), che minuto per minuto hanno seguito lo svolgersi della prova, applicando il regolamento prescritto. La superò a pieni voti, stabilendo 34 nuovi records mondiali, e per l'occasione fu creata una serie speciale chiamata Ariane Miramas, che montava il Rush Super "M" da 70 CV, che raggiungeva una velocità massima di 160 km/h.
La prova è stata condotta con le condizioni di una strada che facesse da parametro per qualsiasi tipologia di strada, dovendo competere contro vento, calore, polvere.

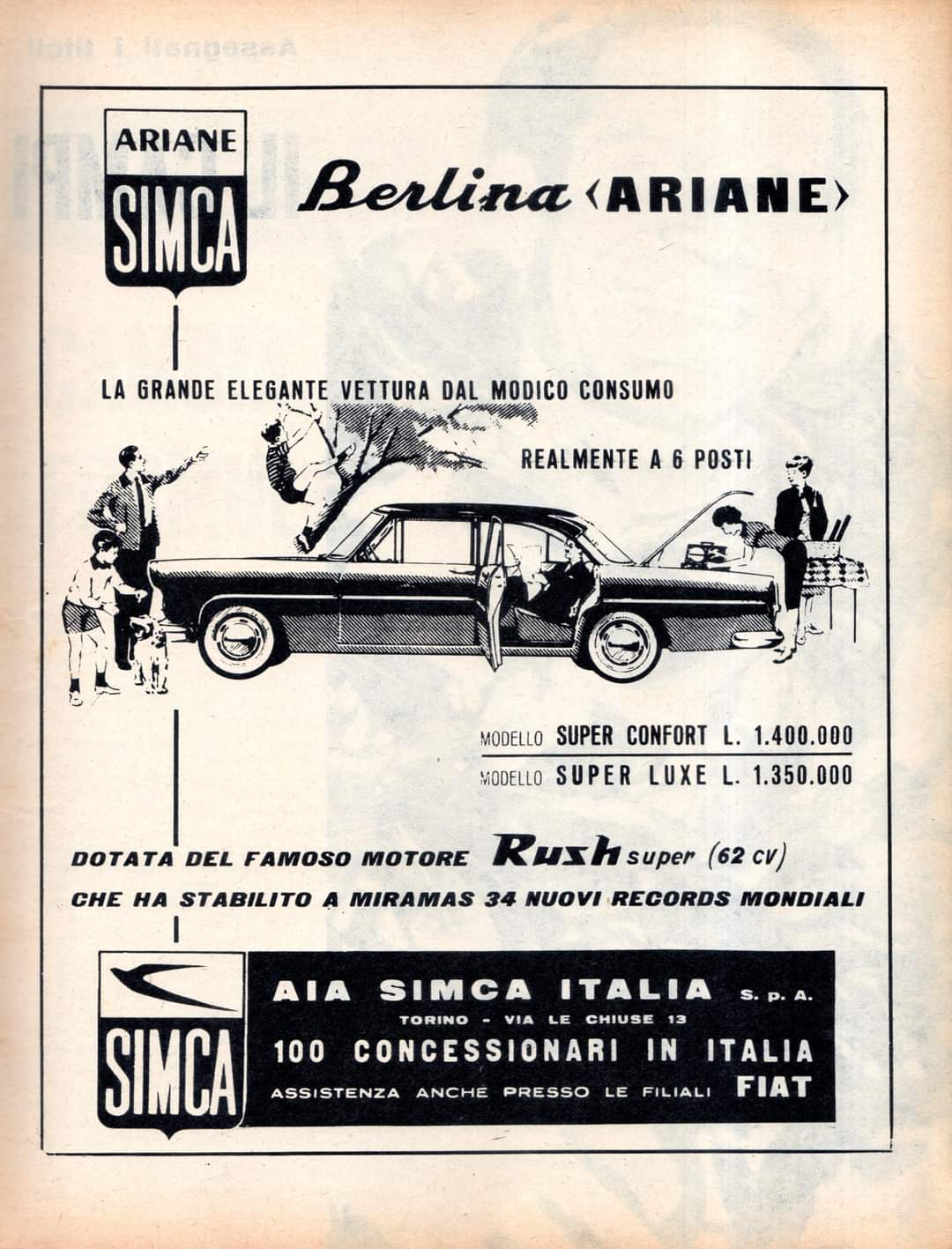
Locandina Simca Ariane

### Jean Sunny Cascadeur

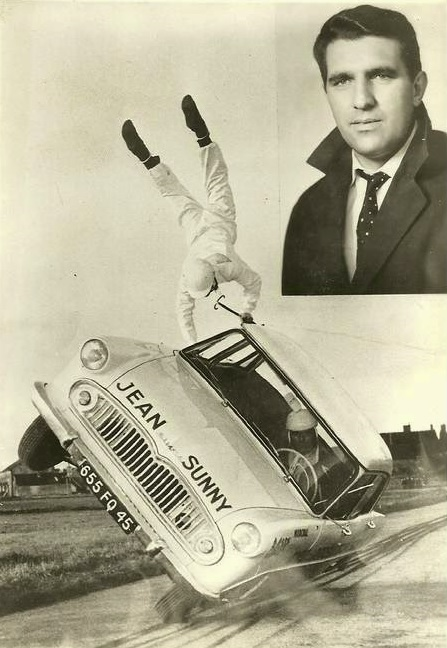
Jean Sunny, acrobazie su Simca Ariane

Jean Sunny, stuntman francese (Cascadeur), ha scelto numerose volte l'Ariane per compiere le sue prodezze, in particolare nella sua abilità ad andare su due ruote, per le sue favorevoli caratteristiche di stabilità ed equilibrio, per la sua robustezza e solidità.

### Nel cinema
- Un'Ariane del 1959 appare nel film con Audrey Hepburn Due per la Strada, di regia a cura di Stanley Donen, in colorazione nera.
- Nel film Svegliati e uccidi, che tratta la storia biografica di Luciano Lutring, di regia a cura di Carlo Lizzani, si vede la Simca Ariane del bandito utilizzata durante una fuga, poiché un'auto improbabile agli occhi della giustizia per compiete atti illegali - inadatta per le sue caratteristiche (di grosse dimensioni rispetto al modesto propulsore).